# Thurlby (North Kesteven)
Pour les articles homonymes, voir Thurlby.
Thurlby est une paroisse civile et un village du Lincolnshire, en Angleterre.